# Barry M. McCoy
Barry M. McCoy (né en 1940) est un physicien américain.

## Biographie
McCoy obtient un baccalauréat universitaire en sciences du California Institute of Technology en 1963, puis un PhD de l'université Harvard en 1967. Sa thèse, réalisée sous la supervision de Tai Tsun Wu, s'intitule Spin Correlations of the Two Dimensional Ising Model.
McCoy travaille ensuite à l'université d'État de New York à Stony Brook.